# Canard musqué
Cairina moschata
Genre
Espèce
Statut de conservation UICN

 LC  : Préoccupation mineure
Statut CITES
Le Canard musqué (Cairina moschata), parfois dit canard muet, est une espèce d'oiseaux américains, des canards pêcheurs, dont est issue la race domestique des « canards de Barbarie ». C'est la seule espèce du genre Cairina.

## Répartition
Le Canard musqué est présent naturellement de l'Argentine jusqu'au Mexique ; il est présent en Guyane. Une petite population a atteint le Texas ; on le trouve également en Floride à l'état semi-sauvage, où il vit près des habitations. Sa domestication est aisée.

## Description
Contrairement à la race domestique dont le plumage est clair, le Canard musqué à l'état sauvage est essentiellement noir, avec des taches blanches sur les ailes — néanmoins, les juvéniles en sont dépourvus. Comme tous les canards, il possède trois doigts reliés par une peau formant une palme lui permettant de nager aisément. Son quatrième doigt, opposé à la partie palmée de la patte, est si petit qu'il ne lui est pas d'une grande utilité. C'est la seule espèce de canard à disposer à la fois de palmures et de griffes.
Le mâle mesure 86 cm de long en moyenne et pèse entre 2,1 et 3,2 kg. Son plumage foncé est coloré de belles irisations vertes ou roses, sur le dos et sur la poitrine.
La femelle est un peu plus petite, avec un poids oscillant entre 970 g et 1,3 kg ; son plumage, plus terne, est dépourvu d'irisation.
Le canard musqué se reconnaît facilement à sa caroncule, c'est-à-dire à sa peau rouge qu'il porte sur la tête, de la base du bec jusqu'au cou, en particulier chez le mâle. De plus, celui-ci porte sur le bec une extension de peau, contrairement à la femelle. Quand il est en colère ou qu'il se sent menacé, le canard musqué hérisse une crête de plumes en haut de la tête.

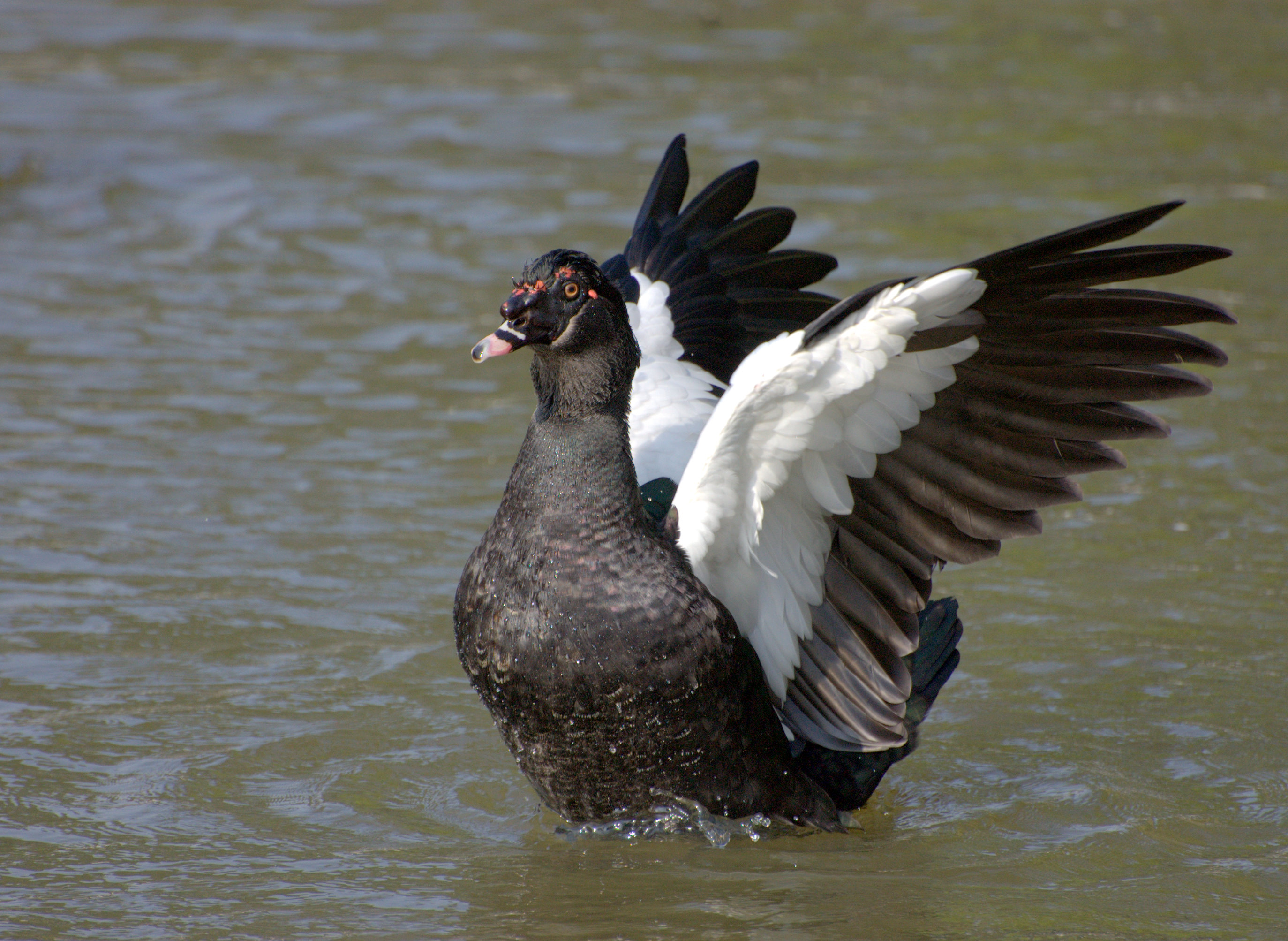
Canard musqué sauvage.
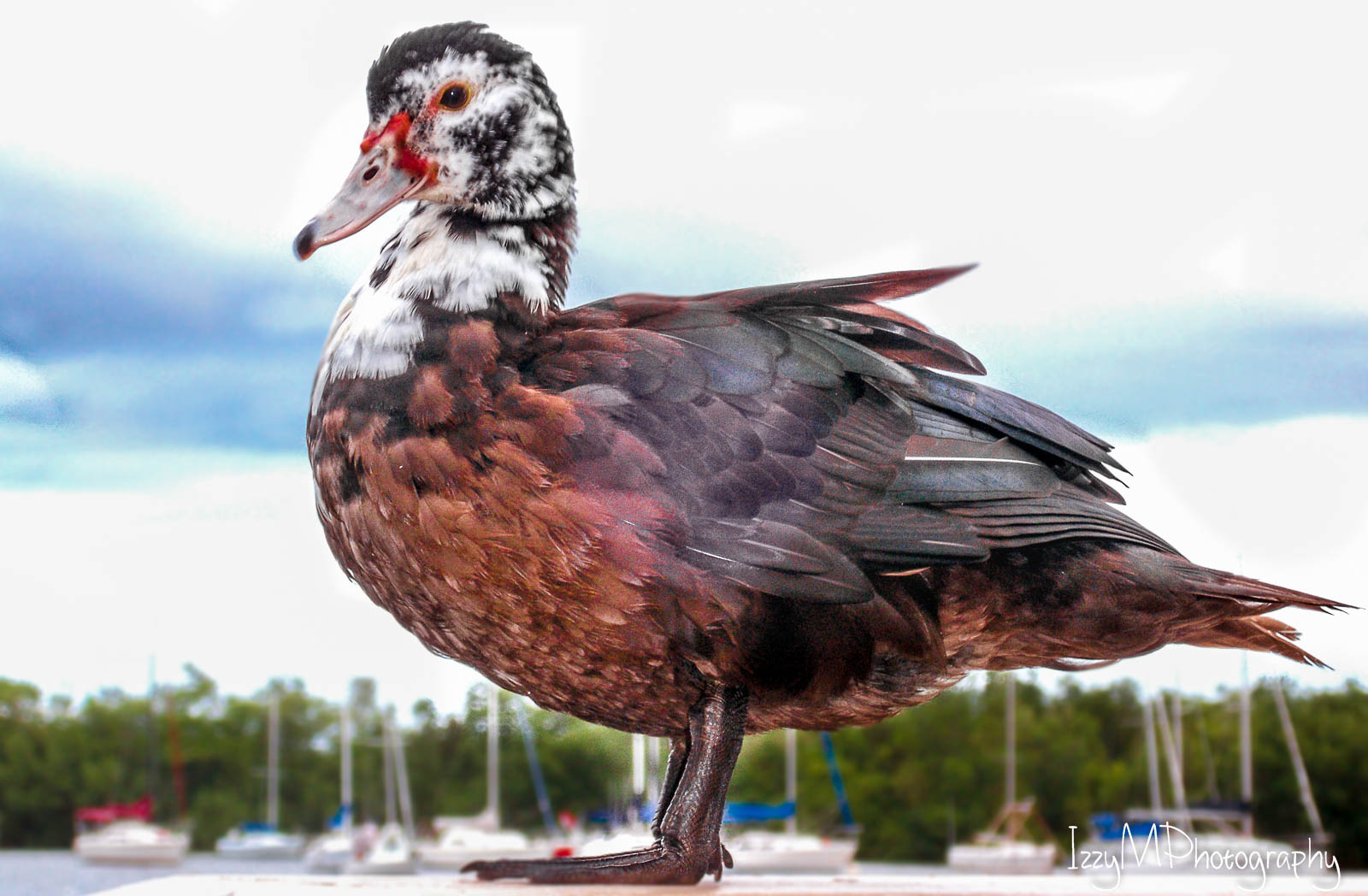
Canard musqué.
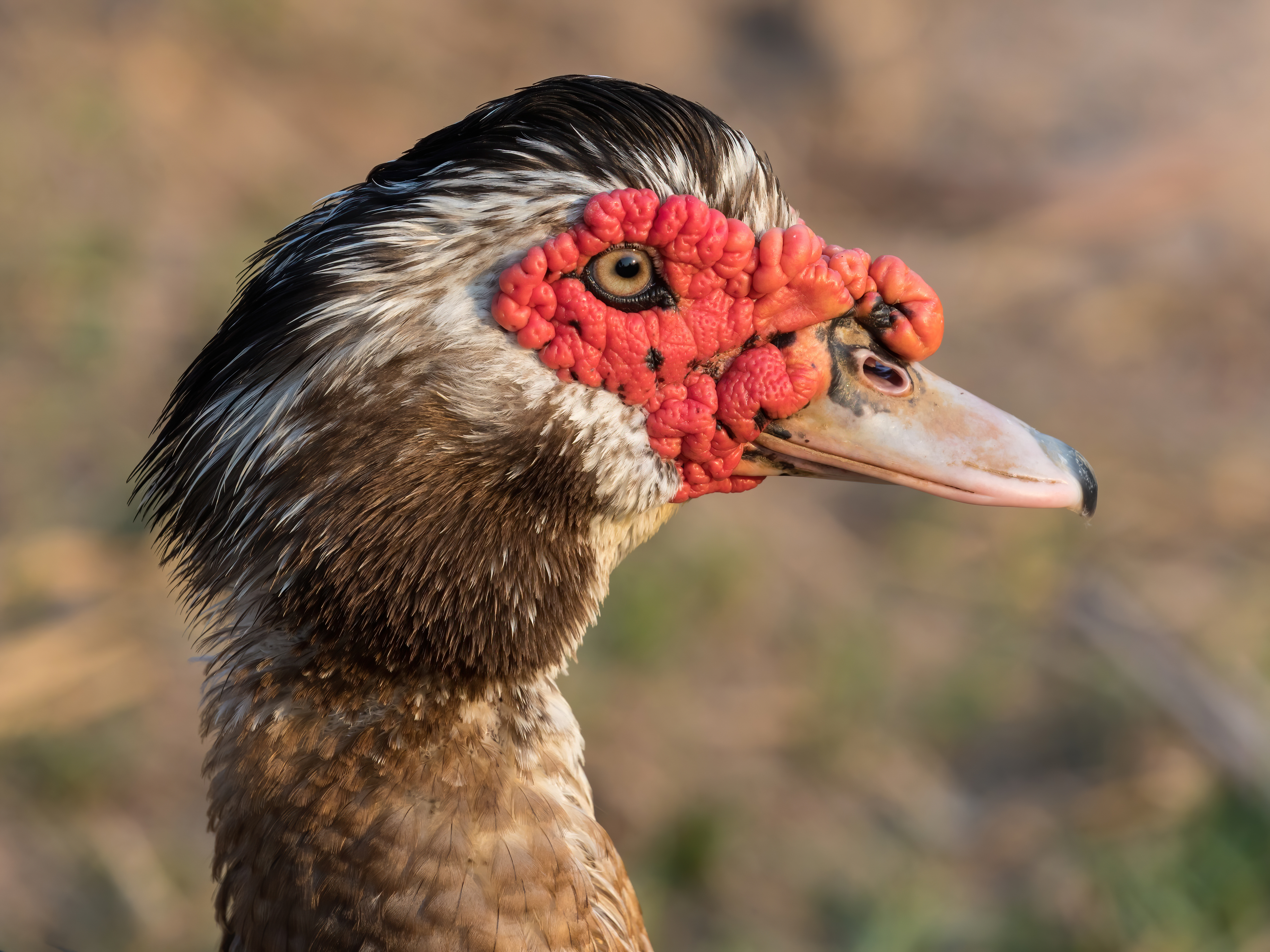
Portrait de canard musqué, vivant vers Don Det au Laos. Avril 2019.

## Reproduction
La cane pond de huit à seize œufs, dans un trou d'arbre de préférence.
Le sexe d'un jeune canard musqué n'est pas facile à déterminer, bien qu'il puisse l'être dès le premier jour par un professionnel qualifié.
Après deux semaines, la forme du bec donne une bonne indication :
- le dessus du bec de la femelle forme une arête plus nette ;
- le bec du mâle est relativement plus grand à la tête.

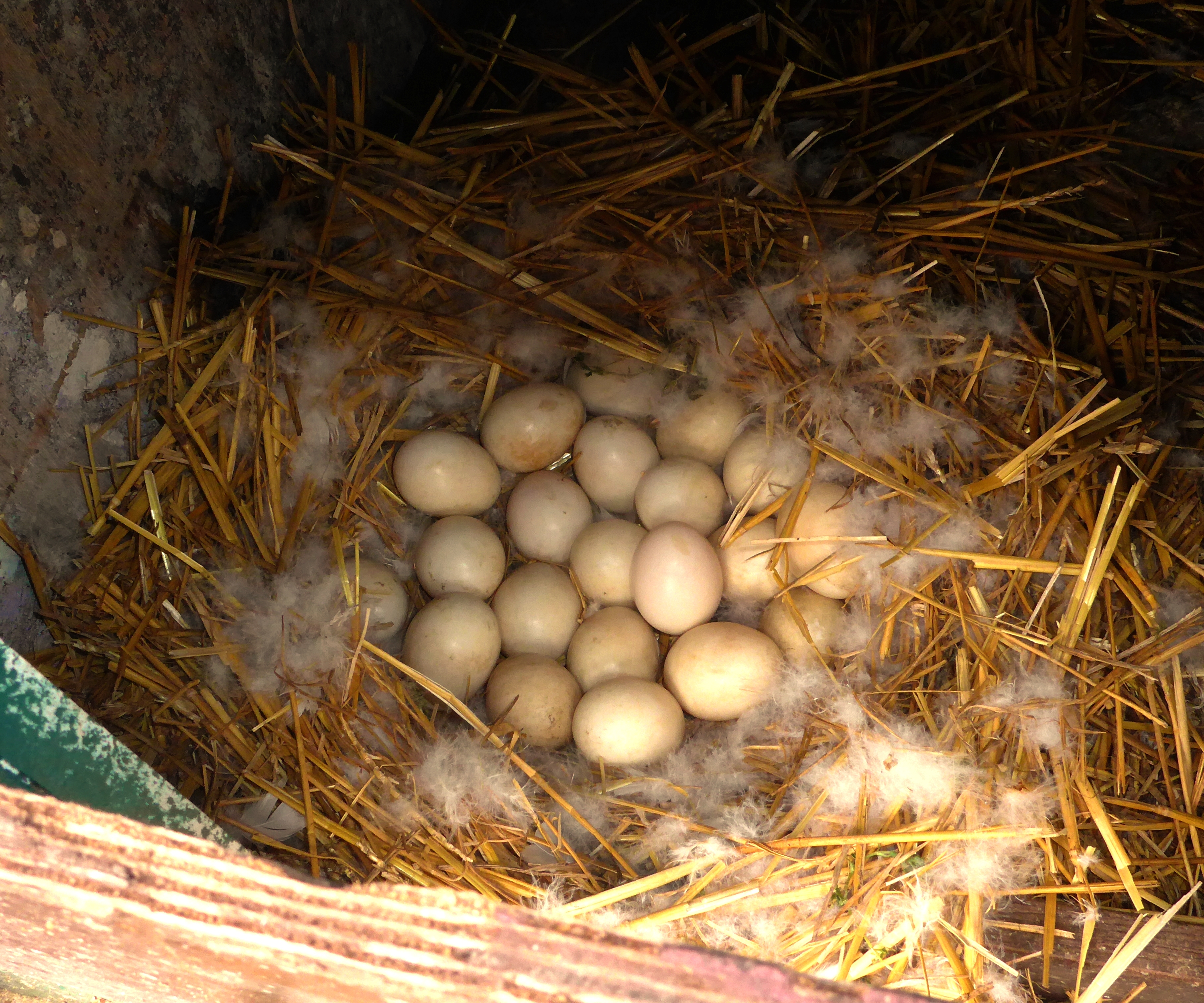
Nid de vingt-et-un œufs.
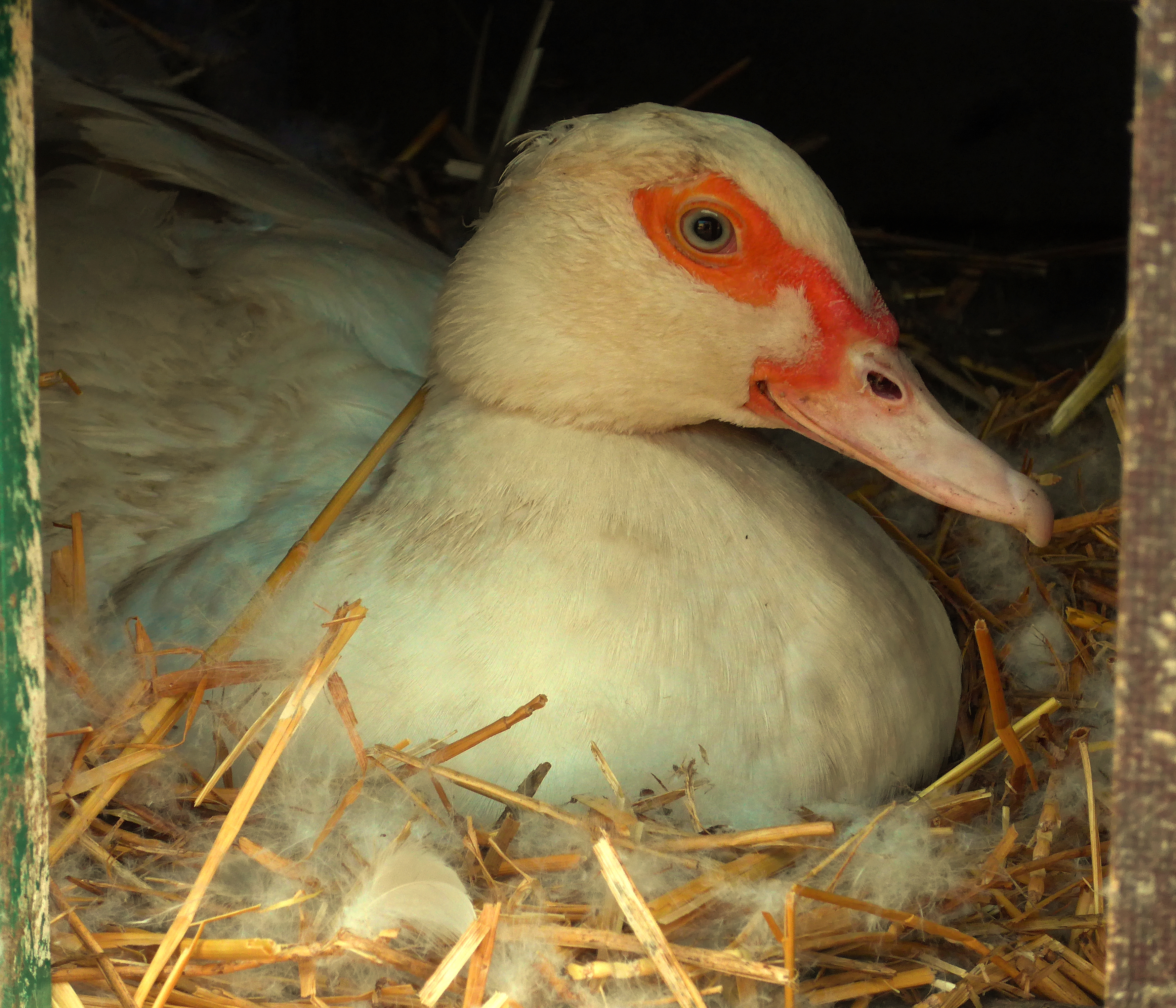
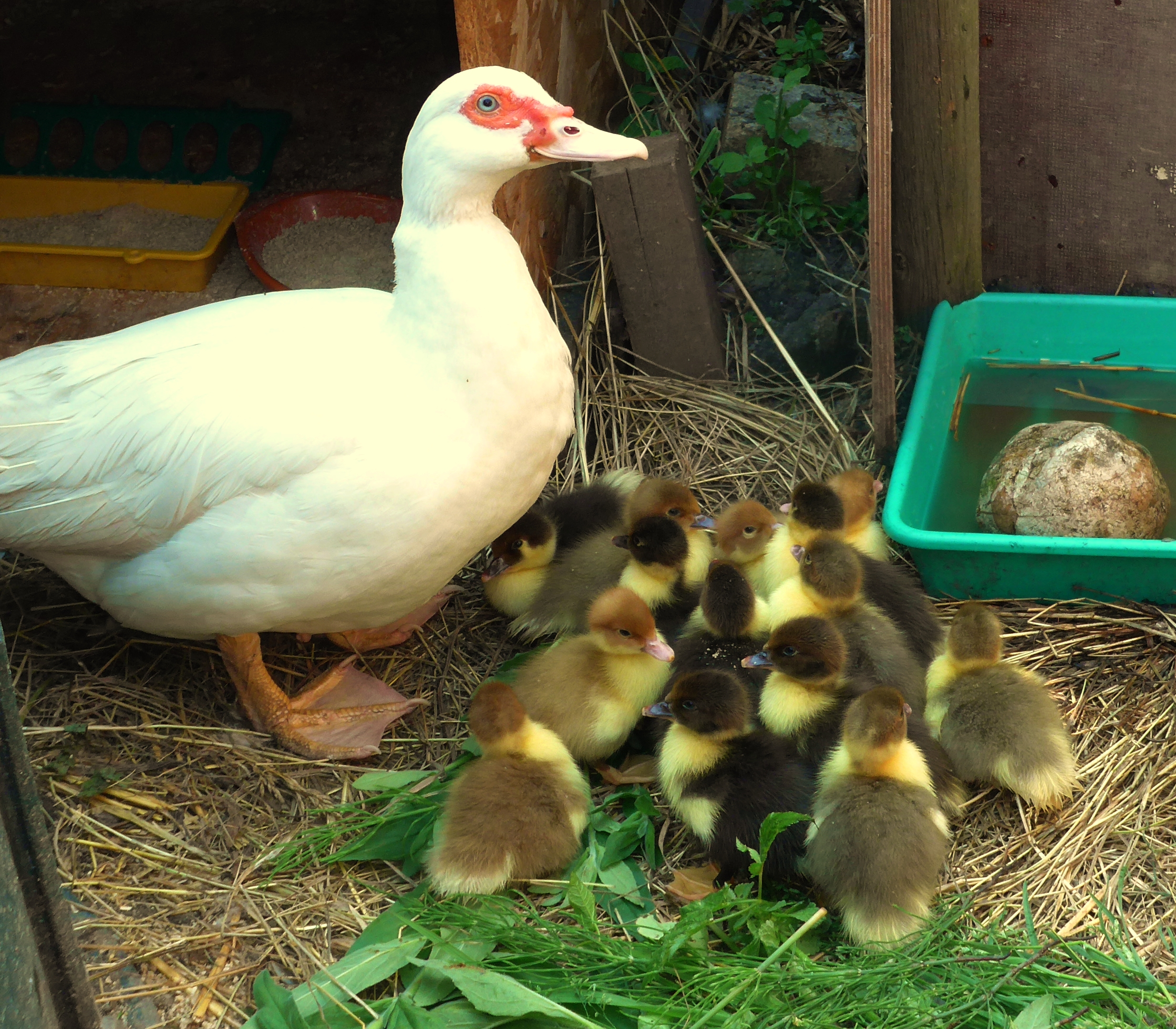
...après deux jours
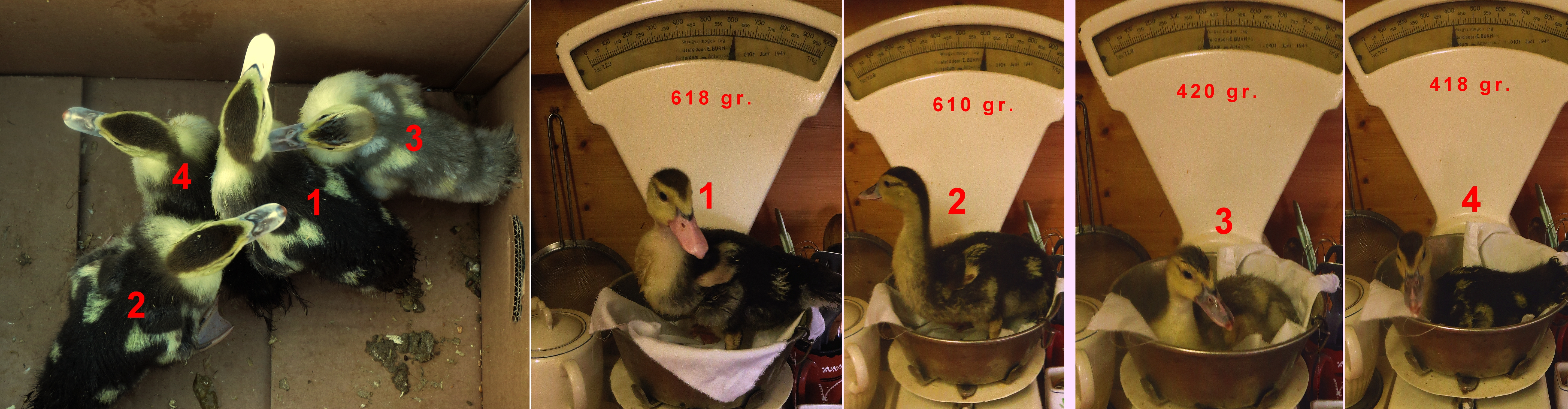
...après 25 jours ♂ (1 et 2) ♀ (3 et 4).
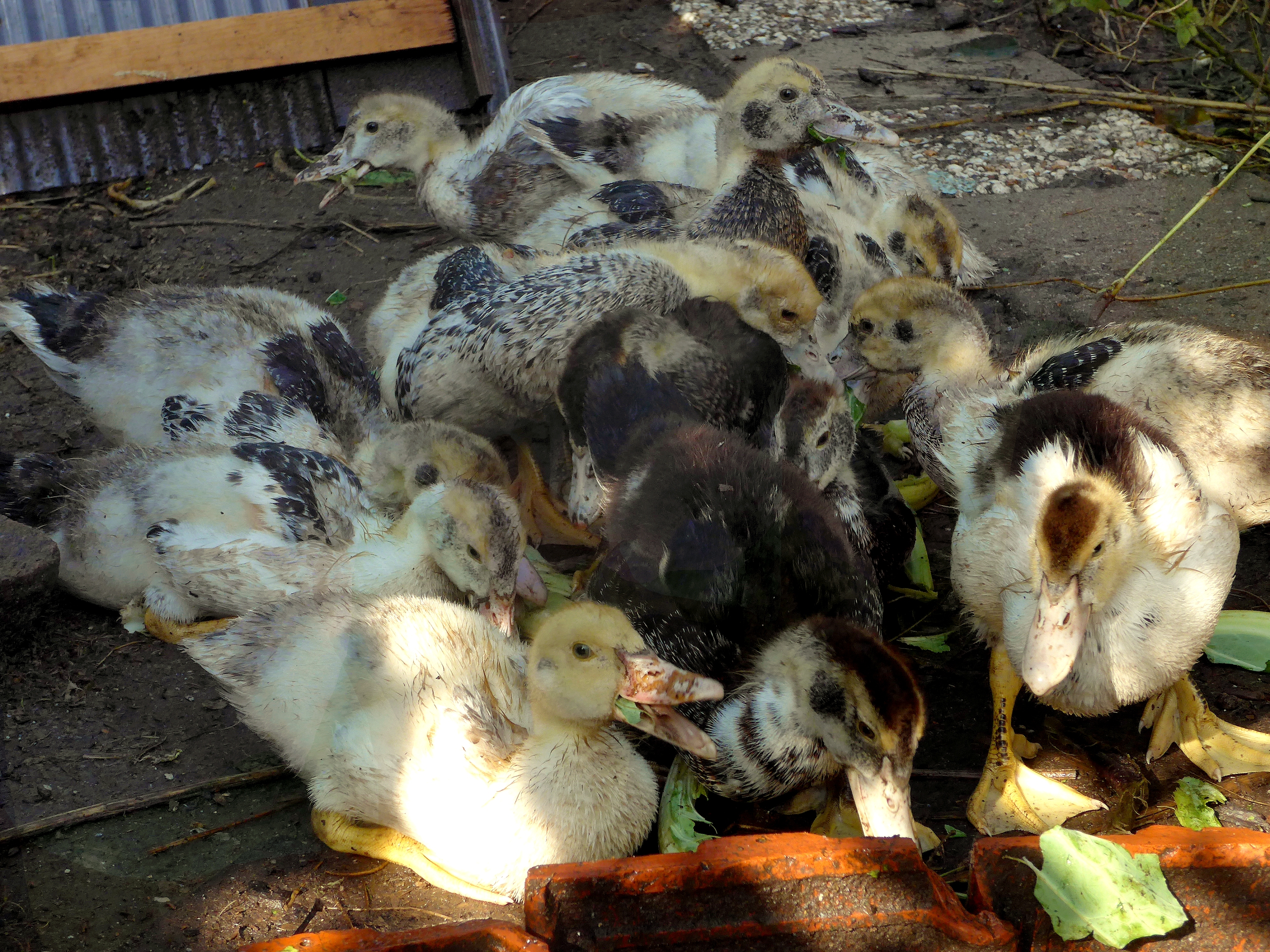
...après sept semaines

## Cri
Le mâle ne fait pas le traditionnel coin coin mais une sorte de ha ha, sec et sourd. La cane émet un co très léger.